# Mộ Trạch

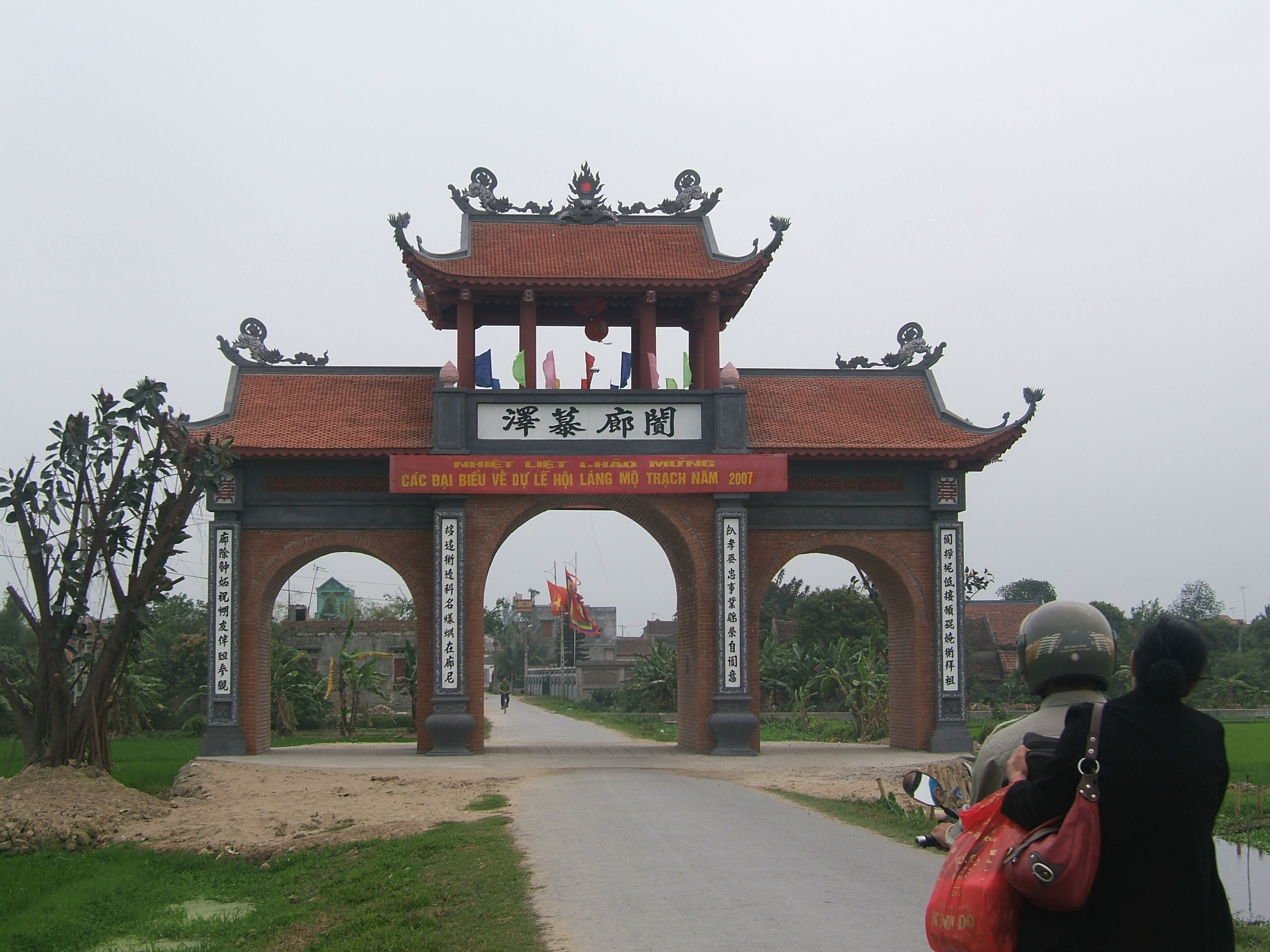
Cổng làng Mộ Trạch trong một ngày khai hội

Làng Mộ Trạch (慕澤) là một ngôi làng cổ, nay thuộc xã Tân Hồng, huyện Bình Giang, tỉnh Hải Dương. Làng Mộ Trạch nổi danh trong lịch sử Việt Nam là ngôi làng khoa bảng "độc nhất vô nhị" ở Việt Nam, với số lượng Tiến sĩ Nho học nhiều nhất cả nước, ghi nhận được 36 người đỗ Tiến sĩ Nho học, trong đó có 1 Trạng nguyên (Lê Nại) và 11 Hoàng giáp. Trong danh sách đại khoa, họ Vũ chiếm đa số tuyệt đối với 29 vị. Trong khi đó những vị đại khoa không phải họ Vũ còn lại đều có mẹ là họ Vũ. Làng có danh hiệu "Làng Tiến sĩ xứ Đông", nghĩa là đầu bảng cả nước về Tiến sĩ Nho học, nằm ở trấn Hải Đông.

## Lịch sử
Làng Mộ Trạch là một trong bốn làng của xã Tân Hồng, huyện Bình Giang, tỉnh Hải Dương. Làng nằm cách Hà Nội khoảng 50 km trên quốc lộ 5 đường Hà Nội - Hải Phòng, cách thành phố Hải Dương về phía Tây Nam khoảng 30 km. Làng có nhiều dòng họ khác nhau: họ Vũ, họ Lê, họ Nhữ, họ Nguyễn, họ Tạ, họ Cao, họ Đương, họ Trương... Trong đó, họ Vũ chiếm tỷ lệ cao nhất 87,3%.
Theo truyền thuyết, làng được Vũ Hồn lập ra với tên ban đầu do ông đặt là Khả Mộ trang (nghĩa là ấp đáng mến) thuộc huyện Đường An (ông đặt tên huyện như vậy với mong muốn sự bình yên mãi mãi của nhà Đường). Vào khoảng thế kỷ thứ IX, cả khu vực quanh thôn đều gọi là làng Chằm (nghĩa là một vùng đất trũng). Làng này vốn có tên là làng Chằm Thượng, hai làng bên là Chằm Hạ và Chằm Trung (sau gọi là Nhuận Đông, Nhuận Tây, hay còn gọi là Hạ Trong, Hạ Ngoài).
Truyền thuyết kể lại rằng Vũ Hồn theo quan niệm của phong thủy Trung Quốc cho nơi này là vùng có phong thủy tốt, giữ làng này làm nguyên quán thì đời đời sẽ tiến phát về đường khoa bảng. Dưới mắt phong thủy, Vũ Hồn cho rằng cả vùng Hải Dương là một đại cuộc, huyện Đường An là huyệt trường và làng Chằm Thượng là huyệt kết. Vì vậy ông quyết định cắm đất lập trại và đặt tên làng là Khả Mộ. Nghĩa là vùng đất khi đó còn cằn cỗi nghèo nàn nhưng có thể sau này sẽ trở nên trù phú hơn và sẽ được mến mộ. Mãi đến sau này, vào khoảng triều nhà Trần (1226-1400) mới đổi tên là Mộ Trạch, nghĩa là vùng đất được mến mộ.

## Truyền thống khoa bảng
Tương truyền, sau khi lập làng, Vũ Hồn mở lớp dạy học, gây dựng đức tính hiếu học cho các thế hệ con cháu, từ đó mở ra truyền thống hiếu học cho làng.

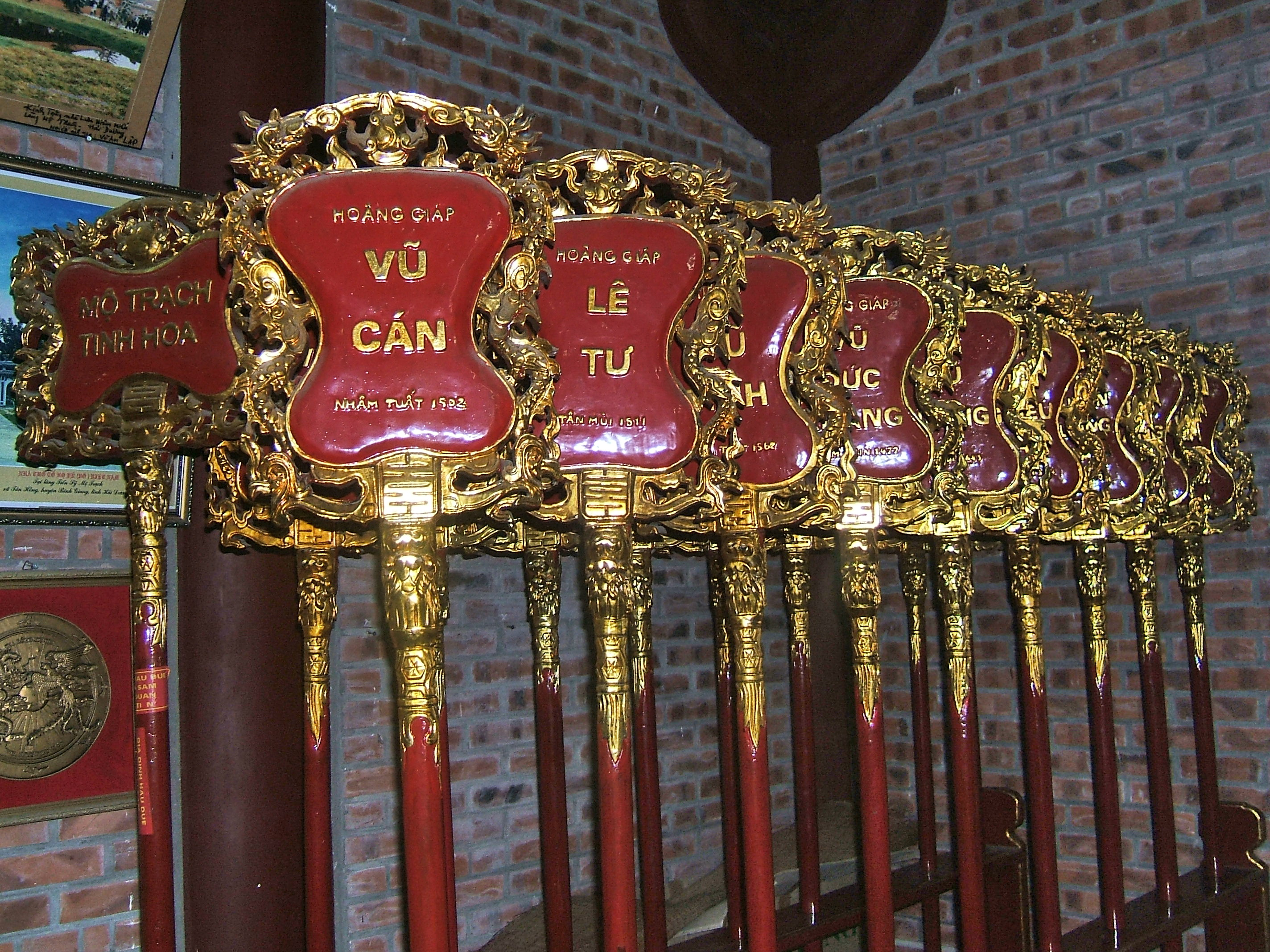
Truyền thống khoa bảng của làng Mộ Trạch

Truyền thống khoa bảng của làng Mộ Trạch được cho là khởi đầu bởi 2 anh em Vũ Nghiêu Tá và Vũ Hán Bi (còn được chép là Nông hoặc Minh Nông). Cả hai đều là con của Vũ Nạp, theo cổ phả "Mộ Trạch Vũ tộc Thế hệ sự tích" do các Nho gia Vũ Phương Lan, Vũ Tông Hải và Vũ Thế Nho viết năm 1677-1679, thì: "Ông (Nạp) từ lúc nhỏ theo học nhà Nho, hiểu biết rộng cả các kinh điển đạo Thiền [tức Phật học]. Ông (Nạp) lấy đạo đức dạy con theo đường nghĩa lý. Hai con ông nối tiếp nhau thi đậu." Sách Đại Việt sử ký toàn thư chép: ""Nghiêu Tá (người Hồng Châu) với em là Nông đỗ cùng một khoa hồi Thượng hoàng còn ở ngôi vua (chỉ Trần Anh Tông)". Theo sách "Vũ tộc khoa hoạn phả ký" do Vũ Bật Hài thì Vũ Nghiêu Tá "là anh của Vũ Minh Nông. Ông là tổ khai khoa của họ Vũ làng Mộ Trạch" và về Vũ Minh Nông "Ông là em Vũ Nghiêu Tá, Hai anh em cùng thi đỗ thời Trần Minh Tông". Theo bia văn chỉ "Lịch đại tiên hiền bi" dựng năm Thiệu Trị thứ 4 (1844) của xã Hoạch Trạch, huyện Đường An (nay là xã Thái Học, huyện Bình Giang, tỉnh Hải Dương thì cả Vũ Nghiêu Tá và Vũ Hán Bi đều là "người làng Mộ Trạch. Đỗ Thái học sĩ khoa Giáp Thìn". Tuy nhiên, theo các nhà nghiên cứu hiện đại thì vẫn chưa thể xác định chính xác được Vũ Nghiêu Tá và Vũ Hán Bi đỗ khoa thi nào. Vũ Nghiêu Tá về sau làm đến chức quan Nhập nội hành khiển môn hạ hữu ti lang trung thời Trần Minh Tông.
Một trường hợp khác là Lê Cảnh Tuân cũng đỗ Thái học sinh. Sách Đại Nam nhất thống chí chép về Lê Cảnh Tuân "người huyện Đường An... Lúc trẻ có chí khí, đỗ Thái học sinh triều Trần". Theo Giáo sư Nguyễn Huệ Chi và sách Từ điển bách khoa Việt Nam, Lê Cảnh Tuân đỗ Thái học sinh năm 1381. Tuy nhiên, theo Tiến sĩ Nguyễn Đăng Na thì cho rằng ông thi đỗ Thái học sinh vào đời nhà Hồ.
Truyền thống khoa bảng của làng tiếp tục với Vũ Đức Lâm, đỗ Đệ tam giáp Đồng tiến sĩ xuất thân vào năm 1448.
Vào thời điểm sau đó, làng Mộ Trạch đã trở nên đông đúc và đã phát tích khoa bảng rực rỡ, trong khoảng thời gian của triều Lê (1428-1789) thì làng Mộ Trạch đã có đến 36 vị đỗ tiến sĩ, mấy chục vị khác đỗ hương cống, sinh đồ, tú tài; nhiều vị đảm đương các chức vị cao trong triều đình đương thời. Có gia đình mấy anh em cùng đỗ đại khoa; có chi họ, như chi họ Vũ Khắc đã đời nối đời đỗ đạt. Từ đó, tên làng Mộ Trạch đã tồn tại suốt gần tám trăm năm, cho đến ngày nay. Làng được vua Tự Đức ban tặng lời vàng: "Mộ Trạch nhất gia bán thiên hạ" (Mộ Trạch tài năng bằng nửa thiên hạ).

## Danh sáchTiến sĩ Nho học(進士)
Dưới đây là danh sách 36 vị đỗ đại khoa của làng Mộ Trạch, được xác định bởi nhiều tài liệu và bia văn lịch sử. Trong danh sách này, họ Vũ chiếm đa số tuyệt đối với 9 hoàng giáp và 20 tiến sĩ. Trong khi đó họ Lê có 1 trạng nguyên, 2 hoàng giáp và 1 tiến sĩ. Những vị đại khoa không thuộc họ Vũ đều có mẹ là họ Vũ. Làng Mộ Trạch được người xưa gọi là "Tiến sĩ sào" (進士巢) (sào có nghĩa là tổ chim, ý nói: làng Mộ Trạch như một tổ chim ủ trứng ấp, nở ra nhiều người học giỏi, đạt được học vị cao quý)
1. Vũ Nghiêu Tá, Thái học sinh năm 1304[11], Tể tướng
2. Vũ Hán Bi (tức Vũ Minh Nông), Thái học sinh năm 1304[11], Thượng thư, rồi nối tiếp anh là Nghiêu Tá làm Tể tướng
3. Lê Cảnh Tuân, Thái học sinh năm 1381
4. Vũ Đức Lâm, Đồng tiến sĩ xuất thân năm 1448[12]
5. Vũ Hữu, Hoàng giáp năm 1463,[13] tác giả của Lập thành toán pháp
6. Vũ Ứng Khang, Hoàng giáp năm 1472
7. Vũ Quỳnh, Hoàng giáp năm 1478,[14] người hiệu đính sách Lĩnh Nam chích quái.
8. Vũ Đôn, Hoàng giáp năm 1487.[15]
9. Vũ Thuận Trinh, Hoàng giáp năm 1499.
10. Vũ Cán, Hoàng giáp năm 1502,[16] tác giả của Tùng Hiên thi tập và Tùng Hiên văn tập
11. Lê Nại, Trạng nguyên năm 1505.
12. Lê Tư, Hoàng giáp năm 1511.
13. Vũ Lân Chỉ, đồng tiến sĩ xuất thân năm 1520.
14. Lê Quang Bí, Hoàng giáp năm 1526.
15. Nhữ Mậu Tô, đồng tiến sĩ xuất thân năm 1526.
16. Vũ Tĩnh, đồng tiến sĩ xuất thân năm 1562 (nhà Mạc).
17. Vũ Đường, đồng tiến sĩ xuất thân năm 1565 (nhà Mạc)
18. Vũ Bạt Tụy, Hoàng giáp năm 1634.
19. Vũ Lương, đồng tiến sĩ xuất thân năm 1643.
20. Vũ Trác Oánh, đồng tiến sĩ xuất thân năm 1656.
21. Vũ Đăng Long, đồng tiến sĩ xuất thân năm 1656.
22. Vũ Công Lượng, đồng tiến sĩ xuất thân năm 1656.
23. Vũ Cầu Hối, đồng tiến sĩ xuất thân năm 1659.
24. Vũ Bật Hài, đồng tiến sĩ xuất thân năm 1659.
25. Vũ Công Đạo, đồng tiến sĩ xuất thân năm 1659.
26. Lê Công Triều, đồng tiến sĩ xuất thân năm 1659.
27. Vũ Duy Đoán, đồng tiến sĩ xuất thân năm 1664.
28. Vũ Công Bình, đồng tiến sĩ xuất thân năm 1664.
29. Vũ Đình Lâm, hoàng giáp năm 1670.
30. Vũ Duy Khuông, đồng tiến sĩ xuất thân năm 1670.
31. Vũ Đình Thiều, đồng tiến sĩ xuất thân năm 1680.
32. Vũ Trọng Trình, đồng tiến sĩ xuất thân năm 1685.
33. Nguyễn Thường Thịnh, Đồng tiến sĩ xuất thân năm 1703.
34. Vũ Đình Ân, Đệ tam giáp Đồng tiến sĩ xuất thân năm 1712.
35. Vũ Phương Đề, Đồng tiến sĩ xuất thân năm 1736, tác giả Công dư tiệp ký
36. Vũ Huy Đỉnh, Đệ tam giáp đồng Tiến sĩ xuất thân năm 1754.[17], Quốc tử giám Tế tửu

Làng Mộ Trạch còn là quê hương của các danh sĩ nổi tiếng như:
1. Lê Thiếu Dĩnh, con Thái học sinh Lê Cảnh Tuân, tác giả Tiết Trai thi tập
2. Vũ Huy Tấn, con Tiến sĩ Vũ Huy Đỉnh, đỗ Hương cống (Cử nhân) năm Mậu Tý 1768.

Mộ Trạch là nơi xuất thân của 5 vị được dân gian gọi là Trạng gồm: Trạng chữ Lê Nại, Trạng toán Vũ Hữu, Trạng cờ Vũ Huyến, Trạng vật Vũ Phong (em ruột ông Vũ Hữu), và Trạng chạy Vũ Cương Trực.